# Carrefour Pleyel (Métro Paris)
Carrefour Pleyel ist eine Tunnelstation der Pariser Métro. Sie befindet sich unterhalb des Boulevard Anatole France und dem Platz Carrefour Pleyel im nördlichen Pariser Vorort Saint-Denis und wird von der Métrolinie 13 bedient.
Die Station wurde am 30. Juni 1952 in Betrieb genommen, als der Abschnitt des Nordost-Zweiges der Linie 13 von der Station Porte de Saint-Ouen bis zur Station Carrefour Pleyel eröffnet wurde. Bis zum 20. Juni 1976 war sie Endstation des Nordost-Zweiges der Linie 13.